# Oussama Darfalou
Oussama Darfalou (Menaâ, 23 de setembro de 1993) é um futebolista profissional argelino que atua como atacante, atualmente defende o USM Alger.

## Carreira

### Rio 2016
Oussama Darfalou fez parte do elenco da Seleção Argelina de Futebol nas Olimpíadas de 2016.